# Aaron Mokoena
Aaron Mokoena (født 25. november 1980 i Johannesburg, Sydafrika) er en sydafrikansk tidligere fodboldspiller, der spillede som midterforsvarer. Han spillede gennem karrieren for blandt andet Portsmouth, Blackburn, Ajax og Genk.

## Landshold
Mokoena nåede 107 kampe og én scoring for Sydafrikas landshold, som han debuterede helt tilbage i 1999. Han har repræsenteret landet ved både VM i 2002, African Nations Cup i 2008 samt Confederations Cup 2009 og VM i 2010 på hjemmebane. Han er holdets anfører.